# Quercus annulata
Quercus annulata — вид рослин з родини букових (Fagaceae), поширений у Гімалаях і Південно-Східній Азії.

## Опис
Цей дуб має довгасте листя, розміром 100–120 мм із сизою нижньою стороною.

## Середовище проживання
Вид поширений у північній Індії, південному Китаї, М'янмі, Непалі, В'єтнамі.